# Laura Rus
Laura Rus est une joueuse de football roumaine, née à Bocșa  (Roumanie), le 1er octobre 1987. Elle joue au RSC Anderlecht

## Biographie
Elle joue dans sept pays (Roumanie, Espagne, Chypre, Danemark, Corée du Sud, Italie et Belgique).
Elle réalise trois passages dans deux clubs différents : le Sporting Huelva (Espagne) et l'Apollon Limassol (Chypre).

## Palmarès
- Championne de Chypre en 2012 et 2013  avec Apollon Limassol
- Championne du Danemark en 2014 avec Fortuna Hjørring
- Vainqueur de la Coupe de Chypre en 2012 et 2013  avec Apollon Limassol
- Vainqueur de la Supercoupe de Chypre en 2011 et 2013  avec Apollon Limassol

## Statistiques

### Ligue des Champions
- 2010-2011, 2011-2012, 2012-2013 et 2017-2018: 19 matchs, 23 buts avec Apollon Limassol
- 2013-2014 : 4 matchs, 1 but avec Fortuna Hjørring
- 2019-2020 : 3 matchs, 2 buts avec le RSC Anderlecht

## Distinctions
- Meilleure buteuse de la Ligue des Champions 2012-2013 : 11 buts

## Buts officiels en équipe nationale
| Compétition         | Tour           | Date       | Lieu      | Adversaire         | Buts | Résultats | Total |
| ------------------- | -------------- | ---------- | --------- | ------------------ | ---- | --------- | ----- |
| Euro 2009           | Qualifications | 23-11-2006 | Mogoşoaia | Estonie            | 1    | 5–0       | 2     |
| Euro 2009           | Qualifications | 07-05-2007 | Debrecen  | Hongrie            | 1    | 3–3       | 2     |
| Coupe du monde      | Qualifications | 27-03-2010 | Sarajevo  | Bosnie-Herzégovine | 1    | 5–0       | 1     |
| Euro 2013           | Qualifiers     | 17-09-2011 | Chimkent  | Kazakhstan         | 1    | 3–0       | 7     |
| Euro 2013           | Qualifiers     | 27-10-2011 | Bucarest  | Turquie            | 2    | 7–1       | 7     |
| Euro 2013           | Qualifiers     | 23-11-2011 | Izmir     | Turquie            | 1    | 2–1       | 7     |
| Euro 2013           | Qualifiers     | 21-06-2012 | Buftea    | Suisse             | 3    | 4–2       | 7     |
| Coupe du monde 2015 | Qualifications | 20-09-2013 | Strumica  | Macédoine          | 3    | 9–1       | 3     |
| Euro 2017           | Qualifications | 27-11-2015 | Katerini  | Grèce              | 1    | 3–1       | 1     |
| Coupe du monde 2019 | Qualifications | 20-10-2017 | Louvain   | Belgique           | 1    | 2–3       | 1     |